# Intelsat 802
Intelsat 802 ist ein Fernsehsatellit der International Telecommunication Satellite (Intelsat). Er wurde gebaut von der Firma Lockheed Martin.
Intelsat 802 wurde am 25. Juni 1997 mit der europäischen Trägerrakete Ariane vom Weltraumbahnhof Kourou in Französisch-Guayana ins All befördert. Seine angenommene Lebensdauer beträgt 10 Jahre.

## Empfang
Der Satellit kann in Europa sowie Teilen Afrikas und Asiens empfangen werden.